# بوريس زيفكوفيتش (لاعب كرة يد)
بوريس زيفكوفيتش (بالإنجليزية: Boris Zivkovic) هو لاعب كرة يد نمساوي وُلد في 2 مايو 1992، يلعب لصالح إتش سي ميشكوف بريست ومنتخب النمسا لكرة اليد للرجال.
مثّل النمسا في بطولة العالم لكرة اليد للرجال 2019.

## وصلات خارجية
- Boris Zivkovic على موقع الاتحاد الأوروبي لكرة اليد (الإنجليزية)